# Der kleine Mann (Fernsehserie)
Der kleine Mann ist eine deutschsprachige Comedy-Fernsehserie. Autor und Produzent ist Ralf Husmann, der vor allem durch die Fernsehserien Stromberg und Dr. Psycho – Die Bösen, die Bullen, meine Frau und ich bekannt ist.
Es ist eine Satire auf die Werbe-, Medien- und B-Promi-Welt. Die Serie wurde erstmals im März 2009 auf ProSieben ausgestrahlt und lief acht Folgen lang.

## Handlung
Der Elektro-Fachverkäufer Rüdiger Bunz wird zufällig von Lydia, einer Mitarbeiterin einer Werbeagentur, als Werbeträger für das Schnapsgetränk „Der kleine Mann“ entdeckt. Für die geschäftige Business-Frau scheint er aufgrund seiner Durchschnittlichkeit („ein Mann wie’n Opel Corsa, wie Braten mit Soße!“) die perfekte Besetzung zu sein. Er wird zunächst als menschliche Werbefigur in Werbespots eingesetzt. Seine Bekannten, die ihn bisher verspottet haben, bewundern Bunz nun wegen seiner Medienpräsenz. Sein Arbeitskollege Jürgen will für Bunz als Werbemanager arbeiten und trifft oft gegen dessen Willen bestimmte Entscheidungen. In der Öffentlichkeit wird Bunz nun oft wiedererkannt, das Elektrofachgeschäft bekommt wegen seiner Medienpräsenz mehr Zulauf von Kunden. In einer Filiale der Fastfood-Kette Kentucky Fried Chicken trifft Rüdiger auf Sarah Wiener und den Fernsehkoch Alfie Ziegler, was ihm zu einem Auftritt in Zieglers Koch-Show verhilft.
Mit seiner Frau Silvia bekommt Bunz zunehmend Probleme, nachdem er mit einem Promiluder einen gemeinsamen Abend in einer Bar verbracht hat. Nachdem Rüdiger mit seiner Frau einen Ausflug auf einer Yacht gemacht hat, erscheint darüber eine Leser-Reportage in einer Zeitung. Die Werbefirma bittet Bunz darum, solche Unternehmungen in der Öffentlichkeit zu unterlassen, da sie offensichtlich dem Image des Produktes schaden könnten. Um sein ursprüngliches Image zurechtzurücken, richtet Rüdiger eine Homepage ein, auf der er sein „normales“ Leben dokumentiert. Daneben stellt er selbstgemachte Homevideos von seiner Frau ins Internet.
Jürgen wirbt Rüdiger für eine Homestory in einem Frauenmagazin an. Rüdigers Schwiegervater Werner, der bei ihm für paar Tage zu Besuch ist, wird in die Story mit einbezogen. Rüdiger wird wütend, nachdem sich die Reporter heimlich über Werner lustig gemacht haben. Jürgen sagt für Rüdiger einen Auftritt in der politischen Talkshow Hart aber fair zum Thema „Die Beziehung zwischen Ost- und Westdeutschland“ zu. Darin äußert sich Bunz abfällig über Ostdeutschland, was sich erneut negativ auf sein Image und den Umsatz der Schnapsmarke auswirkt.
Werbefachfrau Lydia und Jürgen überreden Rüdiger daher für eine Mitwirkung bei einer TV-Wohltätigkeitsshow, um das Image aufzubessern. Ein Monteur, der im Elektrofachgeschäft einen Unfall erlitten hat und im Krankenhaus landet, soll dafür einen Tumor vortäuschen. Gülcan Kamps, die als Moderatorin anwesend ist, hat jedoch eigene Vorstellungen, wie die Sendung auszusehen habe. Schließlich wird Gumprecht, der wegen Prostataproblemen ebenfalls im Krankenhaus untergebracht ist, in die Sendung einbezogen. Währenddessen hat Rüdiger von Gumprecht die Verantwortung für den Elektroladen übertragen bekommen. Rüdiger lässt Jürgen jedoch öfter alleine im Elektrofachgeschäft, da er selbst zeitlich oft verhindert ist: Er soll an einer Aktion teilnehmen, bei der er sich für die Rettung der Koalas einsetzt, was von der Werbeagentur jedoch später in den Sand gesetzt wird. Nachdem das Image von Bunz wiederhergestellt wurde, hat der Marketingleiter des Schnapsherstellers Größeres mit ihm vor: Er soll hauptberuflich als Werbegesicht für die Firma arbeiten. Als jedoch Gumprecht von dieser Sache erfährt, macht dieser stattdessen Jürgen zu seinem Nachfolger. Rüdiger fühlt sich daher von beiden hintergangen, unterschreibt schließlich den angebotenen Arbeitsvertrag und bekommt ein eigenes Büro.

## Episodenliste
| Nr. | Originaltitel      | Erstausstrahlung D |
| --- | ------------------ | ------------------ |
| 1   | Normal war gestern | 24. März 2009      |
| 2   | Gnu for Two        | 31. März 2009      |
| 3   | Das Promiluder     | 7. Apr. 2009       |
| 4   | Bunz der Bonze     | 14. Apr. 2009      |
| 5   | Die Homestory      | 21. Apr. 2009      |
| 6   | Wir sind ein Volk  | 28. Apr. 2009      |
| 7   | Benefiz            | 5. Mai 2009        |
| 8   | Das Angebot        | 12. Mai 2009       |

## Auszeichnungen
- 2009: Nominierung für den Bayerischen Fernsehpreis in der Kategorie Bester Darsteller in einer Fernsehserie für Bjarne Mädel
- 2009: Nominierung für den Deutschen Comedypreis in der Kategorie Beste Comedyserie

## Wissenswertes
- Bjarne Mädel, der vor allem durch die Fernsehserie Stromberg bekannt wurde, bekam erstmals eine Hauptrolle in einer Fernsehserie. Produzent Ralf Husmann gab bekannt, dass er die Rolle dem Schauspieler auf den Leib geschnitten habe. Die Serie sei „ein spöttischer Blick auf den Trend, ‚Berühmt Werden‘ als Lebensziel, Ausbildungsersatz und Behelfsreligion zu sehen.“[1][2]
- Die Serie wurde mit einigen Cameo-Auftritten aufgewertet, in denen sich die Darsteller selbst spielen. So bringt unter anderem die Fernsehköchin Sarah Wiener einem weniger bekannten Koch etwas über Karriereplanung bei, während Gülcan Kamps in der siebten Episode als ProSieben-Moderatorin auftritt.